# 内海氏
内海氏（うつみ し、うちうみ し、うちみ し、うちかい し）とは、日本の姓氏の１つ。出自には下記に記す諸流がある。
- 垂仁天皇の皇子鐸石別命の裔の一人である清麻呂が、大功により和気朝臣を賜姓され、その子孫が内海氏を称した。
- 敏達天皇の皇子難波皇子の裔の一人である美努王の妻県犬養三千代が、橘朝臣を賜姓された事によってその息子の諸兄・佐為も橘姓を名乗った。この両名の子孫が内海氏を称した。
- 清和天皇の皇子貞純親王の裔清和源氏の一人、摂津源氏の源頼光の子孫土岐氏の土岐頼貞の子孫が内海氏を称した。